# خطابات (مهير بابا)
الخطابات (أو مقالات مهير باب) (ردمك 1-880619-09-1) هو كتاب من تأليف مهير بابا ، والذي كان له سبع طبعات منذ عام 1939 وما زال مطبوعًا. بجانب الله يتكلم يعتبر ثاني أهم كتب ميه بابا من قبل أتباعه.

## نظرة عامة
يغطي الكتاب العديد من الموضوعات، سواء العملية أو الباطنية للغاية. تخوض بعض الفصول في بما يبحث عنه الإنسان عن الحقيقة والله والتقدم الروحي، والطموح، في حالات مختلفة عن البشر الذين أدركوا الله، وعن الصورة الرمزية أ(آفاتار) والتلمذة. تتعامل فصول أخرى بشكل منهجي مع العديد من جوانب التقدم الروحي والطرق الروحية، مثل تشكيل وإزالة السانسكاراس (الانطباعات الذهنية)، وجوانب مختلفة من التأمل، وتجاوز الخير والشر، وتوضيح وجهات نظر مهير بابا عن مواضيع مثل السحر والتنجيم والتقمص والمايا. وهناك عدة فصول حول مواضيع فردية مثل الأنانية والعنف والجنس والحب والسعادة والعمل الروحي. نظرًا لطبيعة الخطابات، يتم الحديث عن بعض الموضوعات بشكل متكرر وفي سياقات مختلفة. ومع ذلك يحافظ الكتاب على تدفق وهيكل منهجي بدلاً من كونه مجموعة عشوائية من الخطابات الفردية.

## السانكراس
النسبة لمهير بابا، السنكراس هو مصطلح سنسكريتي يدل على مجموع التراكمات التي يجمعها العقل الباطن والتي تتحكم بمشاعر وقرارات ومواقف الأفراد. وتتراكم السنكراس نتيجة الخبرات والمعرفة التي يمر بها الفرد في حياته بالإضافة للخبرات التي تجمعها روحه خلال رحلتها في درب الروحانية من حيواة سابقة بالتقمص وتراكم الخبرة بتطوره الفيزيائي. يسمي السانكراس التي تتراكم ما قبل الحياة بـ«الطبيعية» بينما السانكراس المتجمعه خلال الحياة يسميها بـ«الغير طبيعية». كما يسموا بالسنكراس المادية (بالإنكليزية: gross) إذا كانت من خبرات مادية فيزيائية. وتسمى بالسانكراس البصيرية (بالإنكليزية: subtle) إذ كانت نتيجه خبرات حصلت في العالم البصيري، مثل خلال الأحلام، أو السانكراس العقلية (mental) إذا كانت نتيجة خبرة تفكرية عقلية مثل التفكر، الخيال).إلا أن السانكراس لا تملك شكل مادي أو بصيري أو عقلي، بل هي أفكار في سياق علم نفسي.
وتعمل السانكراسات المجمعة والمتراكمة مثل فلتر الذي يفرض حكمنا على الأشياء بناء التصورات المتراكمة فكل ما أدركنا شيء ما، إن كان شئ مادي أو فكرة متجردة، فإننا نفهمها بناء على الخبرات التي طبعت في ذهننا بسبب الخبرات الماضية، أي السنكراس. وتلعي السنكراس دورا مهما في تطور الروح وإدراك الذات. وبعد الوصول إلى إدراك الذات، لا يعود للسانكراس أي دور، على العكس، قد يكون دورها هداما فيمرحلة ما بعد إدراك الذات. لذلك، الهدف من الحياة الإنسانية هو التخلص منها، إما عن طريق حلحلتها لإنهاء مفعولها أو بزلزلتها بالمرور بخبرات انسانية متناقضة عبر العديد من التقمصات. وهكذا حتى يتم كشف حقيقة طبيعة الحياة بذاتها أو اكتشاف الذات من دون أي وهم. وبالنسبة لبلا، يمكن تسريع التخلص من السانكراس بمساعدة معلم فاضل في ما يسمسه الـ«سادغورو».

## طبيعة «الأنا» والإنتهاء منها
«الأنا» (ego) التي يستعملها بابا هي غير الأنا الفرويدية. المستعملة في علم النفس مع أنما يشتركان في التعريف ويمكن ريجاد الكثير من المتوازيات بينهما. لا يتناول فكرتي الهو (id) والأنا العليا (superego) التين يشكلون مع الإنا ثلاثي علم النفس الفرويدي. إلا أنه يستعمل تعبيري «الأنا المضمنة» و«الأنا الصريحة». فالأنا المضمنة هي الإيحآت في العقل الباطني التي عادة لا تدرك لكن تدفع بتشكيل الأحكام واتخاذ القرارات. رالأنا الصريحة هي الإدراك الواعي. ويجب إحضار الأنا الباطنية إلى مستوى الأنا الصريحة حتى يمكن التعامل بها. لكن الأنا الصريحة منظمة بشل دقدق وتعمل بنظام حماية يعمل على جمح رغبات اللاوعي. ولمتابعة الرحلة الروحانية، يجب إضعاف وإنهاء الأنا المبطنة عبر تمريرها وتصريفها وتدجينها في الأنا الصريحة.
ومن الناحية التطورية، يتكون الأنا بسبب الطبيعة البشرية التي تحفظ ثم تستغل الخبرات حول نقطة عقلية مركزية. وتدريجيا، التنظيم الفكري للعقل يستبدل الهوية الذاتية للفرد بالهوية للنقطة العقلية المركزية وتجعل العقل يعتقد أنها هويته. وهنا يحدث العديد من الأخطاء الوهمية، مثل تعريف الذات بالجسد الذي يعيش فيه، أو بالحالات النفسية التي راكمها من الخبرات، أو الاقتناع بأفكار خارجية تصبح هي دوافعه. فيغوص في هوية متخيلة بدلا من إدراك الذات على حقيقتها. بشكل عام، الأنا هي سبب الأساسي لللتناقضات التي يواجهها العقل. وجود الأنا ضروري في العملية التطورية الروحية لكنه يشكل آعباء تكبح عمليات تطور الإدراك الذاتي. لذلك يجب بذل مجهود روحي كبير لإضعاف سيطرة الأنا على الإدراك الذاتي وكلما تم التوغل للسيطرة تصبح الغملية أصعب. وقد يواجه الفرد صعوبات لامحدودة في التقدم ويصبح بحاجة للمساعدة الخارجية. وبهذه الحالة، يصبح التحرر من الأنا مستحيل من دون تدخل معلم فاضل أو سادجورو.
وحتى بعد انحلال الأنا، لا ينتهي الإدراك الذاتي وإدراك الكون الظاهر. وخصص بابا العديد من الفصول ليظهر الحالة التي يصل اليها الأفراد الذين تتجاوز الأنا. كما هناك العديد من الفصول التي تتناول موضوع النشاطات التي يمكن القيام بها لتحر الإدراك من الأنا والتي قد يواجهها الفرد. كما يبين بعض الإشكاليات والصعاب التي يجب مواجهتها.

## مايا
المايا هي مصطلح سنسكريتي لمبداء شرقي قديم يتناول موضوع الوهم. لكن مهير بابا يلقي نظرة مختلفة عن الفكرة التي تعود إلى القرن التاسع عشر. بالنسبة له، المايا هو المبداء الأساس الذي يجعل الفرد رؤية الباطل على أنه الحق. يقول:
المايا ليست الوهم. إنها خالقة الوهم. المايا ليس باطلة. انها التي تعطي انطباعات واهمة. المايا ليس غير حقيقية. إنها التي تجعل الغير حقيقة، حقيقة. إنها ليس الثنائي، بل هي التي تسبب الثنائية.
المايا لا تعني هذا العالم ومشاكله. المايا هي وهم إدراك أن هذا العالم ومشاكله حقيقية - والشعور بالسعادة والتعاسة في حالات ما.
ترتبط المايا، في أهميتها الروحية، بالعملية الذهنية التي تحكم الأمور بشكل خاطيء. من السهل تصحيح الأخطاء حول الحقائق الموضوعية (مثل تحديد حجم جسم ما) لكنه من الصعب تحديد وتصحيح التقيمات (مثل اعتبار الشعائر هي الهدف). وصعوبة الأمر يتعلق بأنها بغرائز وغايات شخصية. وهذا النوع من الخطاء في التقدير يؤدي إلى الاعتقادات الخاطئة وهو من الصعب التخلص منه. وفي حالة الشخص المتنور، تختف المايا بشكل كلي إذ يتحرر الإدراك من ما يفرضه عليه الوهم. والتخلص من المايا هذه يسمى بالسنسكريتية «ماهابارالايا» أي انتهاء العالم، إذ أن العالم هو من وهم المايا.

## التأمل
يقول مهير بابا أن التأمل هو الطريق الذي يرصفه الفرد من أجل الرحلة التي توصله إلى ما بعد محدودية العقل. وهو يفكر بين التركيز والتأمل. ففي التركيز، ينتقل العقل من فكرة إلى أخرى. أما في التأمل، فلا يكون هناك حراك في العقل والذي يبقى تركيزه على نقطة معينة. كما يرفط بابا أي ممارسة تأملية لا تهدف إلى المسير في عملية التطور الروحي. لكنه يقبل بالتفكير الفلسفي كنوع عام من التأمل شرط أن يكون الهدف هو فهم طبيعة الحياة والكون. ويزيد أن أي محاولة للضغط على العقل خلال التأمل هي عملية فاشلة من الناحية الروحية. فالأكثر أهمية هي العفوية هو حب موضوع التأمل. كما يؤكد أن الوضعية المادية والفيزيائية، مثل السكون والظلمة ووضعية الجلوس، هي شديدة الأهمية لنجاح التأمل. لكنه يفتح المجال لإختيارات أخرى. ويكن للتأمل الجماعي أن يكون مفيدا طالما كان كل المجتمعين في انسجام حول نوعية وأهداف التأمل. كما حذر من أن بعض الأفكار الهدامة تحبوا خلال التأمل من أجل كبح جناخ مفعوليتها لكنه أكد أن هذا أمرا مؤقتا وينتهي بالصبر والمتابعة.وأي محاولة لكبحهم بالقوة يعني خسارة روحية للطاقة الروحية وتؤدي إلى تعقيد العقل باضطرابات.
وفي الفصل المعنون «أنواع التأملات»، يصنف ويشرح كل أتواع التأملات بشكل مستفيض. وبشكل عام، يقسم التأمل إلى ثلاث أقسام عامة:

### التصنيف الأول للتأمل: هدف التأمل
وهو يعتمد على وظائف التأمل في الدفع لعملية التطور الروحي. وهنا، يفرق بابا بين:
- «التأمل الترابطي» والتي تجعل الوعي يربط نفسه بالحقيقة الأبدية (مثل «أنا آبدي»). وفي هذه الحالة، النشاطات الحثي للعقل هي «انوايا».
- وبين «التأمل النأوي» أي تأمل لينأى الوعي عن وهم ما (مثل «أنا لست غريزتي»). وفي هذه الحالة، النشاطات الحثي للعقل هي «فياتريكا».

والتأمل النأوي يمهد الطريق للتأمل الترابيطي والذي هو أكثر إفادة من النأوي في العملية الروحانية.

### التصنيف الثاني للتأمل: شخصية المتأمل
وهو يعتمد على الشخصية التي تهيمن على التأمل. وهو يقسمها إلى ثلاث تصانيف:
- «التأمل التمييزي» أو العقلي، وهو التأمل الذي يعتمد على العقل والذكاء يستعمل اسلوبي التصنيف الأول. على
- ا«لتأمل القلبي» وهو التأمل الذي يستعمل الشغف ودفق الحب المتوجه من المتأمل إلى الله.
- «التأمل الوظيفي» أو العملي حيث تكون شخصية المتأمل، مثل حبه للمعلم وللإنسانية، هي المسيطرة على التأمل.

وتقام كل من هذه التأملات كل على حدى، الا أنه يجب ان يتكاملوا فيما بينهم بشرط ان لا تؤثر إحداها على الأخريات.

### التصنيف الثالث للتأمل
وهو يعتمد على نوع الخبرة التي تؤثر على التأمل، وتقسم إلى نوعين:
- «التأمل العام» والذي يهدف إلى إدراك واستيعاب الحفيفي الإلهية. من خلال التفكير الفلسفي، الاستماع إلى المعلم إو قرأة ما كتبوا من أفكار
- «التأملات التخصصية» وهي التأملات التي تركز على موضوع ما أو على هدف ما أو عملية عقلية حيث يكون الهدف يحاول التركيز على خبرة يتم اختيارها.

ومن ضمن هذه التأملات التخصصية، هناك نوهينمن الخبرات التي يمكن استكشافها: حالة النيرفانا (الانحلال) ونيرفيكابلا (الألوهية).

## الحب
يتحدث كتاب الخطابات عن أنواع متعددة من الحب. الحب ينتشر في كل الكون. أول قوة آساسية انبثقت كمبداء مستقل من الوحدة المبدئية كانت الجاذبية. ويقول بابا أن الجاذبية هي صورة للحب. وكل قوى الجذب والتنافر، من أصغر ذرة وإلى كل المواد الطبيعية وحتى الأحياء، هي تعابير للحب. وفي عالم الحيوانات، الحب يتكون في الوعي الصريح بدوافع من الوعي الباطن. فدافع البحث عن الطعام، هو الحب. دافع الانجذاب الجنسي، هو الحب. بالحقيقية، كل غريزة تدفع الجسد للقيام بأي عمل يرغب به هو الحب.
وفي العالم البشري، يصل الحب إلى شكل أعلى متطور لأنه يرتبط بالمنطق مع أنه مستمر من شكله الأدنى. في البداية، الحب المتطور والحب البدائي يكونان في تجانس تام طبيعي، لكن لا يمكن لأيهما من الوصول للأخر. كل منهما يعملان بشكلمنفصل عن الأخر. لكن يكون هناك مرحلة يتشابك الحب مع المنطق، ايجابا أو سلبا، مما يرتفعا إلى إلى عالم الإدراك. وفي المرحلة الثالثة، يتم جمع الحب والمنطق معا ليجلبا نوع جدي من الإدراك يمكن تسميته بالسوبر إدراك (الإدراك الفائق).
والمجهود المطلوب لحل الخلاف بيم الحب والمنطق هو الذي يدفع التطور الروحاني. وعندما يتواجه الحب العلوي مع الحب الأدنى يحد من الحب بسبب عوامل كثيرة. من هذه العوامل الكابحة للحب والمذكورة في الكثير من الفلسفات: الشهوة، الجشع والغضب. والأمل الوحيد للتخلص من هذه الكوابح هو ظهور نوع من الحب الخالص وهو الحب الإلهي. ويظهر هذا الحب عن طريق معلم فاضل فقط. وهذه ليست لحظة ظرفية مؤقتة. يأتي الأفاتار ليساعد البشرية على الوصول إلى هذا المستوى. وعلى الفرد أن يسعى ليصل إلى هذا الهدف وعليه التخلي عن كل أنواع الرغبات إلا رغبة الوصول إلى هذا الهدف. في الحب البشري، ثنائية الحبيب والمحبوب تبقى ظاهرة. أما في الحب الإلهي، فالحبيب والمحبوب يصبحان واحد لا يتجزءا.

## إدراك الله
بالنسبة لمهير بابا، الهدف من الوجود هو إدراك الله بل هي سبب الخلق.تكون الروح مدركة بالله بعد أن تأخذ أول خطوة باتجاه التطور، ثم تمر بكل حالات الخلق بالتتابع حتى تصل إلى الإدراك التام وهي بالشكل البشري. وبحسب بابا، هنا ينتهي التطور الجسدي. وبعدما تمر الروح بعدد من التقمصات لتبداء رحلة التطور في المستويات الداخلية للإدراك ليصل في النهاية لإدراك هويته الحقيقية بأنه الله. وتجربة الوحدة مع الله هذه ليست نفسها الوصول إلى المعرفة عن طريق التحليل والتعليل المنطقي عن طريق الٍقراءة والتفكر، بل يجب المرور بالتجربة نفسها بإرشاد من معلم فاضل أي سادجورو. لذلك، من يقراء الفرداتا ثم يقول أنه الله، هو منافق لأنه لم يمر بالتجربة. وهكذا، فإن الهدف من الخليقة هو الوصول إلى أن الفرد هو الله عن طريق التجربة الدائمة والخالصة. وبالنسبة لبابا، هذه التجربة المطلقة التي خلق العالم من أجلها، لا يمكن وصفها أو التكلم عنها، إلا عن طريق العيش فيها وتجربتها مباشرة.

## تاريخ كتابة الخطابات
نشر نص الخطابات كسلسلة من مقالات أملاها بابا لتكون جزء من مجلة شهرية بعنوان «دورية مهير بابا» (Meher Baba Journal) التي كانت تطبع في نيويوك من نوفمبر / تشرين الثاني 1938 وحى أكتوبر / تشرين الأول 1942. وفي نهلية كل عام، كانت تجمعمقالاته في مجلد وتنشر في الهند. وبالنهاية، وصل عدد المجلدات إلى خمسة واذي عنونوا بـ«خطابات مهير بابا». ومع كل طبعة، كان يتم تحديثها مما أوجد 5 طبعات منها.
وفي عام 1955، قام بوردون بإعادة نشر الخطابات في كتاب عنونه «من الله إلى الإنسان، ومن الإنسان إلى الله: خطابات مهير بابا» (God to Man and Man to God: The Discourses of Meher Baba). وفيه، قام بوردون بإعادة ترتيب المقالات وتبسيط الكثير من الجمل لتقريبه للفكر الغربي.
في أوخر خمسينيات القرن العشرين، طلب البابا من دون ستيفن، أحد مريديه الأميركيين، إعادة كتابة الخطابات وتنقيحها وتبسيطها لتصبح مقبولة من عامة القراء. وانتهى المشروع بثلاث مجلدات اعتبروا الطبعة السادسة.
وبعد حوالي عقدين من وفات بابا، قام إثنين من مريديه الأقربون، أريش جيساوالا وبال ناتو، بإعادة نشر الخطابات بمجلد واحد وهو ما هو متبادل اليوم. وهو مل يعتبر الطبعة السابعة.
في أوائل القرن الواحد وعشرون، قام مجلس مديري «مجلس أمناء الأفاتار مهير بابا» بإعادة نشر الطبعة السادسة على أساس أنها أخر طبعة أشرف عليها بابا تنفسه ووافق على محتواها. وفي عام 2006، طبعت النسخة السادسة المنقحة في أربع مجلدات، الثلاث الأولى منها هي إعادة نشر طبعة عام 1967 والمجلد الرابع يحتوي على تاريخ الخطابات، وقسم مذيل يحتوي على المراجع وسجل بالتغييرات التحريرية ومعجم مصطلحات وفهرست.
| الطبعة                                     | الناشر                          | السنة                        |
| ------------------------------------------ | ------------------------------- | ---------------------------- |
| من الطبعة الأولى وحتى الخامسة              | Adi K. Irani، أحمدنجار، الهند   | 1939 – 1955                  |
| الطبعة السادسة                             | Sufism Reoriented، سان فرنسيسكو | 1967، 1968، 1970، 1971، 1973 |
| من الله إلى الإنسان، ومن الإنسان إلى الله. | Victor Gollancz Ltd. لندن       | 1955                         |
| من الله إلى الإنسان، ومن الإنسان إلى الله. | Sheriar Foundation، ميرتل بيتش  | 1975، 1986                   |
| الطبعة السابعة                             | Sheriar Foundation، ميرتل بيتش  | 1987                         |
| الطبعة السادسة المنقحة                     | Sheriar Foundation، ميرتل بيتش  | 2007                         |

## روابط خارجية
- مكتبة الثقة على الانترنت نسخة محفوظة 3 يوليو 2013 على موقع واي باك مشين.
- للبحث طبعة الانترنت من الخطابات (1967, 6th edition)